# Sparkassenstraße (München)
Die Sparkassenstraße in München liegt in der Altstadt und verläuft vom Tal in nordöstlicher Richtung bis zur Pfisterstraße.

## Geschichte
Die Straßenbezeichnung Pfisterstraße stammt aus der einstigen herzoglichen Hofpfisterei und der damit verbundenen Pfistermühle. Das Mühlrad wurde durch den Pfisterbach angetrieben. Der Pfisterbach verläuft inzwischen unterirdisch, mit der Überwölbung entstand die Sparkassenstraße. Sie wurde nach der Hauptstelle der Stadtsparkasse München benannt, nachdem das früher ansässige Tiefbauamt nach Entwürfen von Hans Grässel umgebaut worden ist. Der Akademische Gesangverein München, eine Studentenverbindung, unterhält in der Sparkassenstraße an der Abzweigung Ledererstraße die Scholastika, ein repräsentatives Gebäude, welches eine der größten privaten Bühnen Münchens beherbergt und 1915 fertiggestellt wurde.

## Lage
Die Sparkassenstraße verläuft vom Tal in Höhe des Viktualienmarkts in nordöstlicher Richtung bis zur Pfisterstraße. Es zweigen die Ledererstraße und die Münzstraße nach Osten ab. Die Sparkassenstraße ist eine Einbahnstraße.

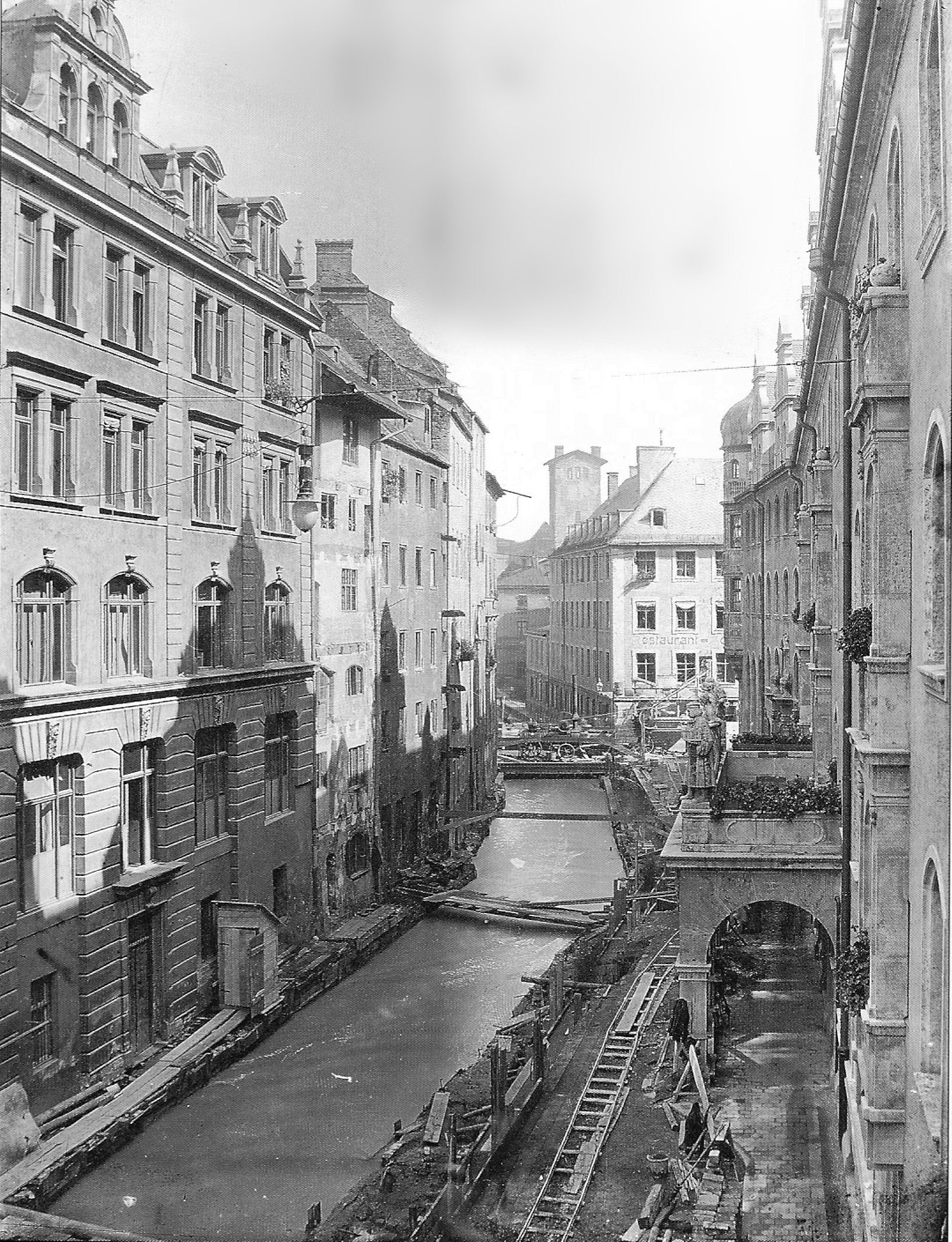
Pfisterbach (1907); heute Sparkassenstraße
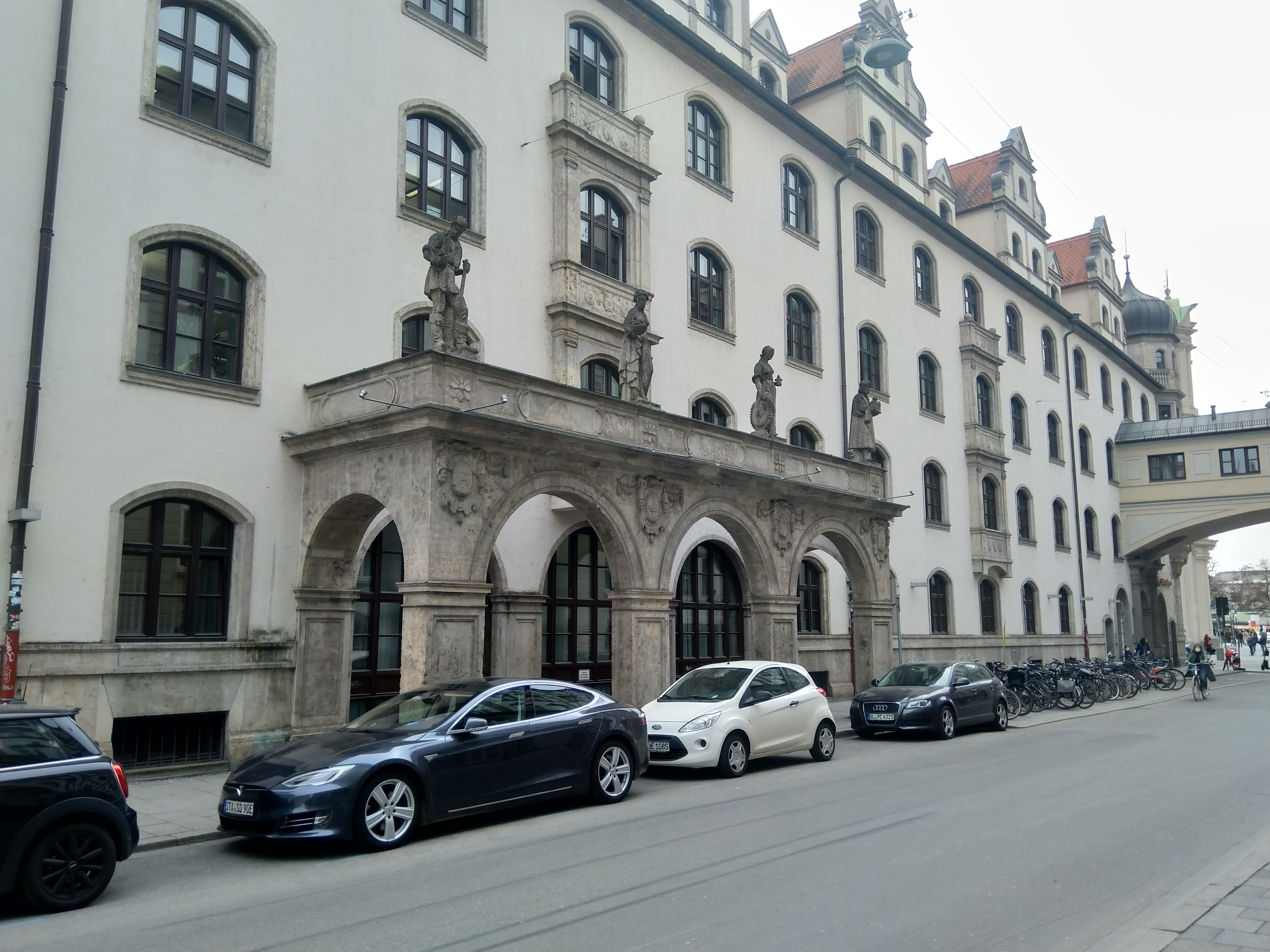
Stadtsparkasse München, Blickrichtung zum Tal
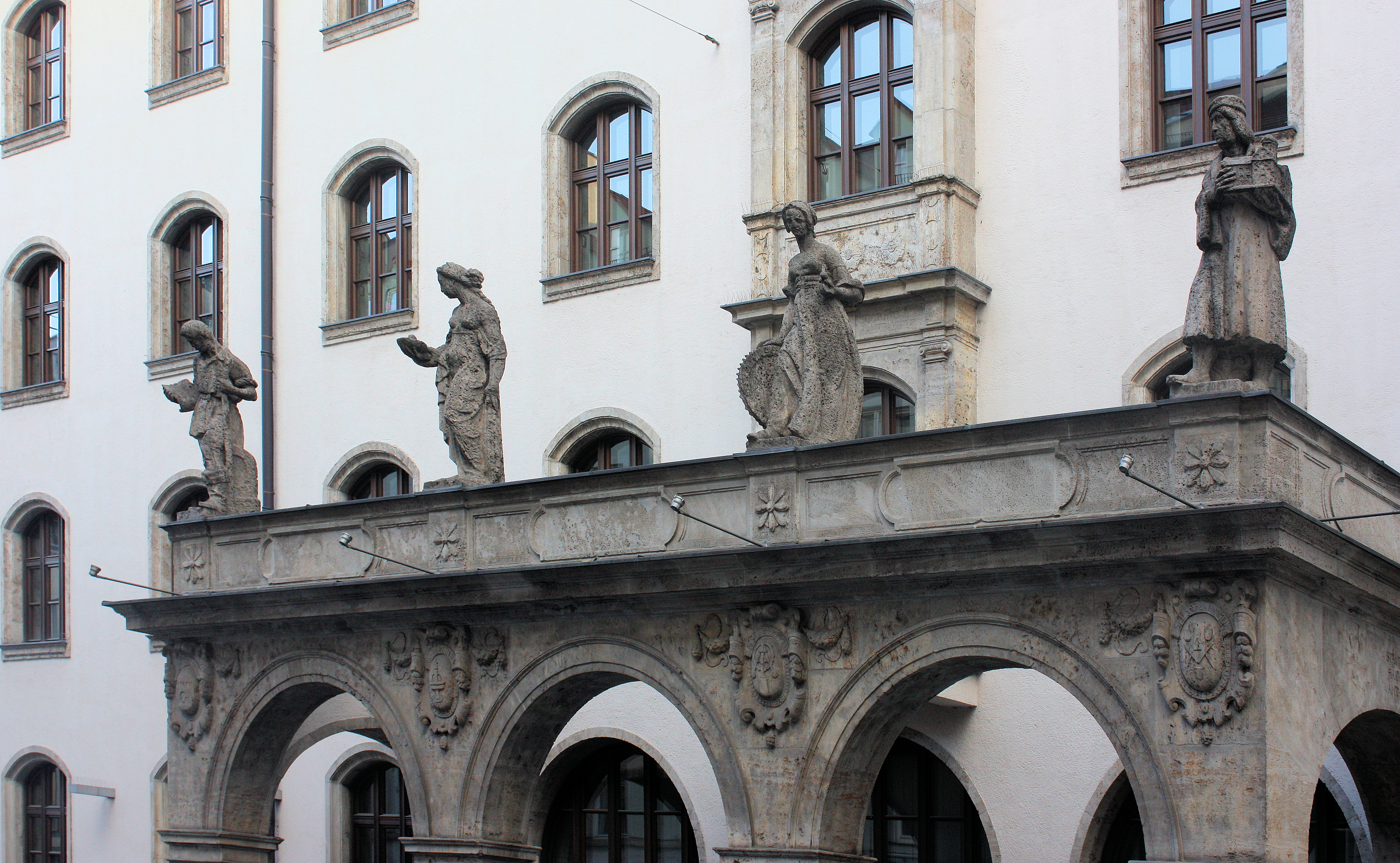
Portal der Sparkasse
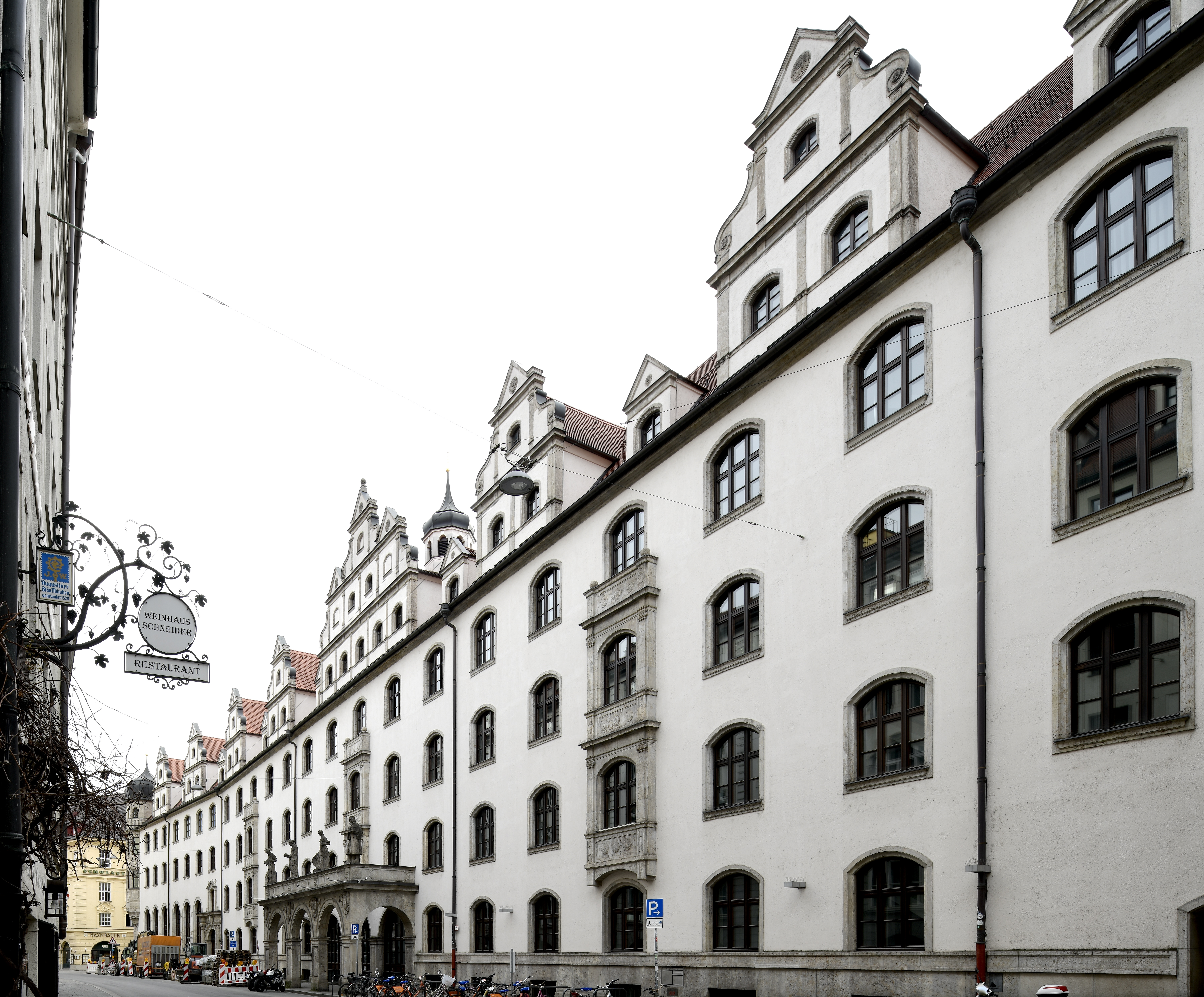
Sparkassenstraße Richtung Pfisterstraße
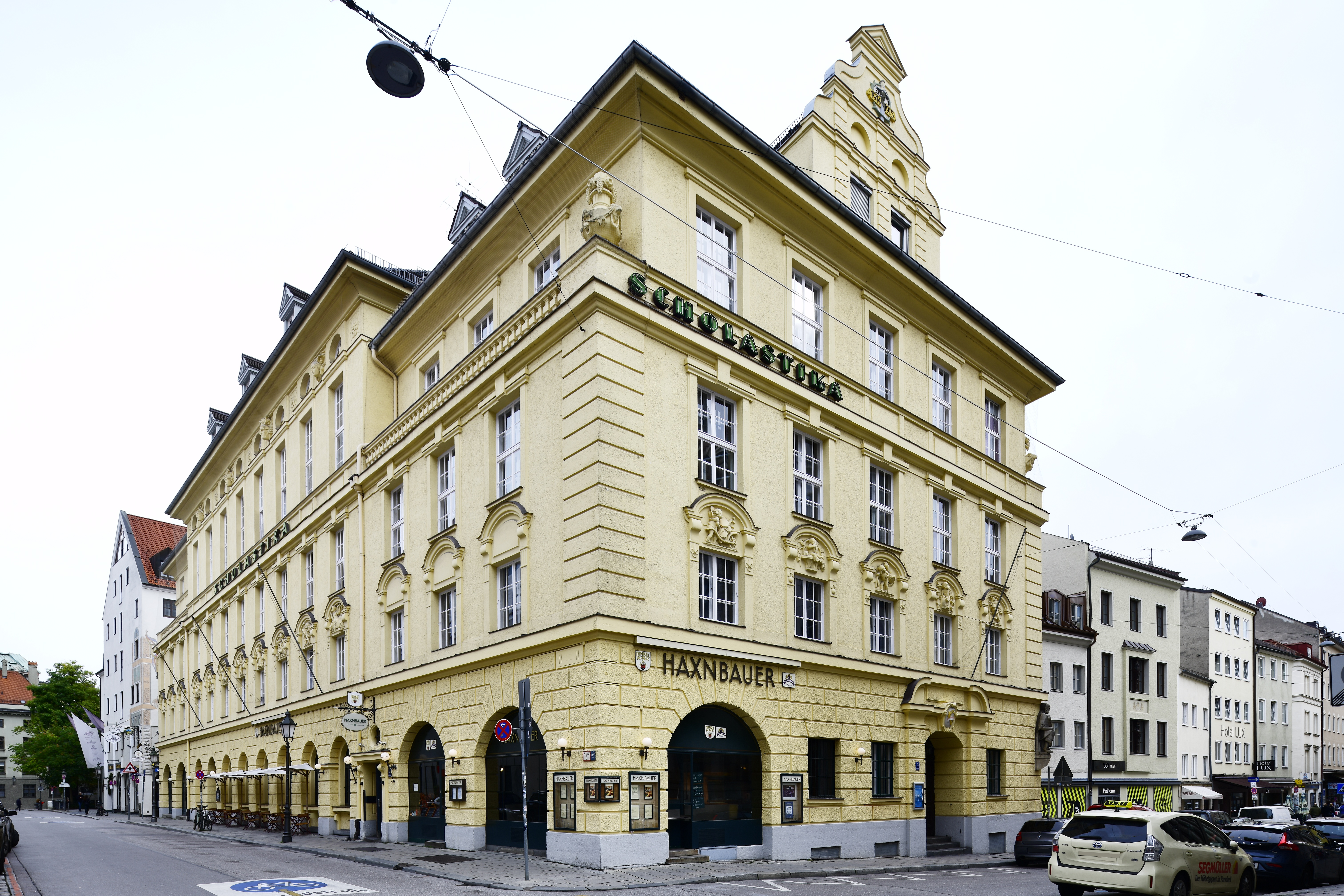
Sparkassenstraße mit der Scholastika an der Abzweigung Ledererstraße